# Flatø
Flatø är en ö i Danmark. Den ligger i Region Själland, i den sydöstra delen av landet.
Terrängen på Flatø är mycket platt. Öns högsta punkt är 4 meter över havet. Flatø består till största delen av blandskog.